# طاهره پیروزی
طاهره پیروزی (زاده ۱۲ فروردین ۱۳۸۳ در قلعه‌گنج) بازیکن فوتبال اهل ایران است که در پست مدافع برای باشگاه فوتبال زنان خاتون بم در لیگ برتر کوثر و تیم ملی فوتبال زنان ایران بازی می‌کند.